# 津门药王庙
津门药王庙，位于天津市静海区王口镇圈里村东侧，是道教正一派宫观。

## 简介
津门药王庙原名圈里药王庙，始建于唐朝开元年间，主供药王孙思邈。地方志记载，药王庙明朝正德年间扩建，清朝嘉庆年间修缮。中华人民共和国成立后，1957年药王庙被拆毁，木料用来建静海县大礼堂。当地信众仍在原庙址上烧香。改革开放后，药王庙香火重兴。1994年，经静海县人民政府支持，由信众自愿捐资重建了药王庙大殿和厢房，重塑神像，大殿供奉药王孙思邈、名医刘守真，两侧陪祀中国十大名医，另有偏殿四间分别供奉斗姆元君、六十甲子太岁神、三官大帝、文昌帝君、慈航真人、文武财神、碧霞元君、护法灵官等。
2013年起，经中国道教协会副会长张继禹关心，以及天津市人民政府宗教事务局、静海县人民政府民族宗教事务办公室的支持，药王庙聘请正式道教教职人员常住该庙，并举办了2014年传统庙会活动，积极开展了慰问孤寡老人等慈善活动。2015年1月9日，天津市人民政府宗教事务局副局长敖立功率业务处人员视察药王庙，确定将药王庙作为恢复天津道教宫观的试点单位。2015年1月28日，天津市静海县人民政府为药王庙颁发了《宗教活动场所登记证》，药王庙由此正式登记为宗教活动场所，同时成立了药王庙管理委员会。这是自1960年代天津市所有道教活动场所关闭后，天津市恢复的第一家正式登记开放的道教活动场所。
每年农历四月初一至初五，津门药王庙举办传统庙会。庙会期间，天津市静海区、河北省廊坊市文安县、大城县境内的信众都会到该庙参加庙会。2017年4月26日，天津市静海区（津门）药王庙第一届药王文化周活动开幕。

## 历任住持
- 林受贤（2015年—）[3]